# نظام التشغيل 6
برنامج نظام التشغيل 6 أو نظام التشغيل 6 (بالإنجليزية: System 6) هو الإصدار السادس من نظم التشغيل الماكنتوش. يدعم هذا الأخير،كنظام التشغيل 5، المولتيفايندر (Multifinder) الذي يتيح الاستخدام المتزامن لأكثر من تطبيق.

## توزيع

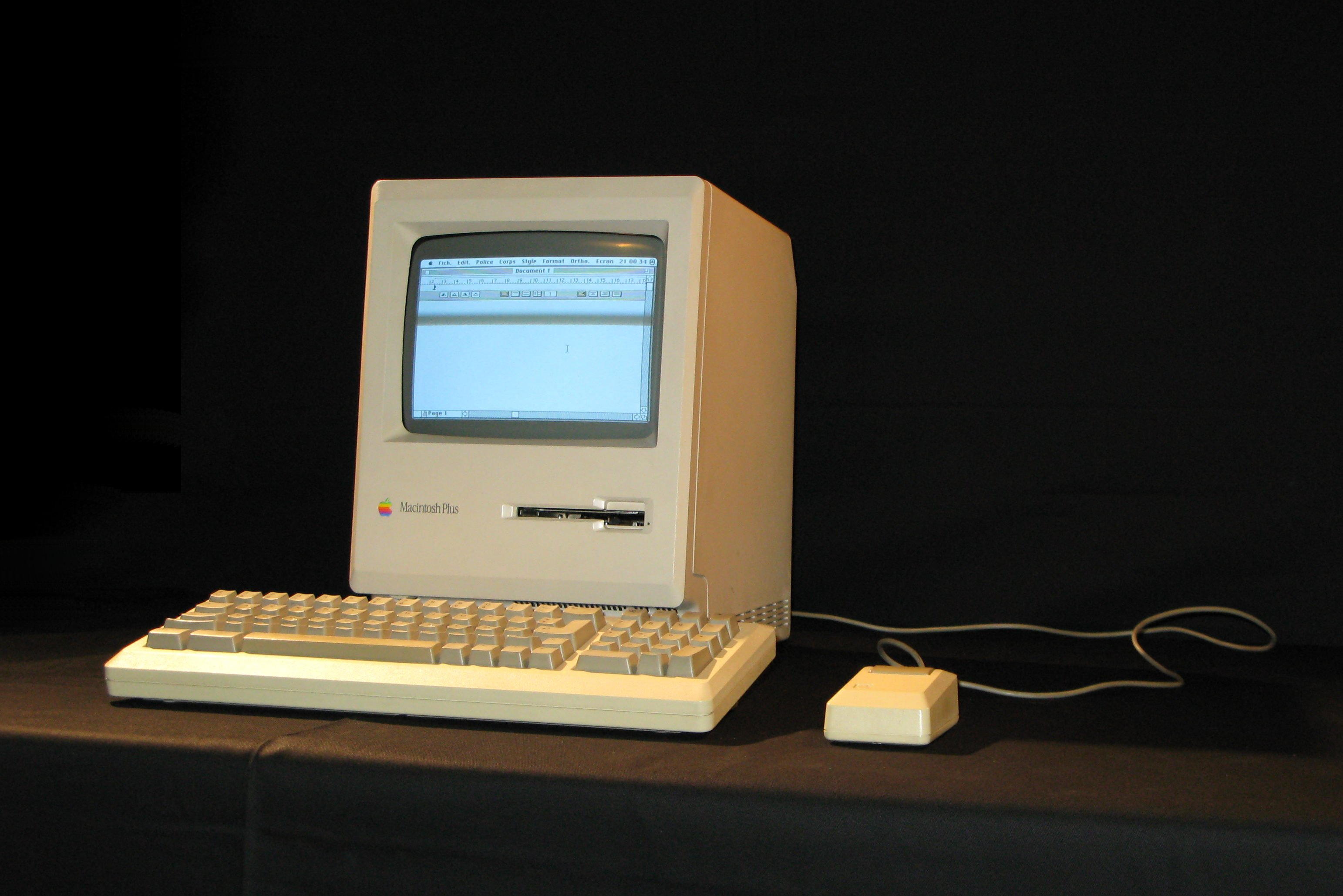
ماكنتوش بلس،أحد أقدم الحواسيب المتوافقة رسميا مع نظام التشغيل 6

نظام التشغيل 6، المنشور في أبريل 1988، يتوافق مع الإصدار 6.0 للنظام والمولتيفايندر، و6.1 للفايندر. ولكن، في بادئ الأمر، كان من المخطط ترقيم الإصدارات بشكل مختلف:6.1 للفايندر، 4.4 للنظام و1.1 للمولتيفايندر، غير أن هذين الأخيرين تم تغيير ترقيمهما إلى 6.0 بهدف توحيد الأسماء وتجنب الخلط.
 نظام التشغيل 6 متوفر لدى الباعة المصرحين من طرف أبل، بالنسبة لإصدار العلبة فيباع بسعر 49 دولاراً · . يتم تخزين إصدارات هذا النظام في أربعة أقراص مرنة، مسماة ب System Tools،Printing Tools،Utilities 1،Utilities 2، بقدرة استيعابية تصل إلى 800 كيلوبايت في كل قرص. بيد أن الإصدارين 6.08 و6.07 يخزنان - إضافة إلى الطريقة السابقة - في قرصين مرنين ذوي قدرة استيعابية تصل إلى 1,4 ميجايايت، يسمى القرص الأول بقرص النظام (بالإنجليزية: System Startup) بينما يسمى الثاني بمكملات النظام (بالإنجليزية: System Additions).
 حاليا، توزع الإصدارات: 6.0.3,6.0.5 و6.0.8 مجانا من طرف أبل.

بالنسبة للإصدار 6.01 من النظام فلم يسوق رسميا نظرا لملاحظة أبل خطأ برمجيا كبيرا به عند تسليمه للمطورين. أصلح الخطأ فورا وطرح الإصدار 6.02 للأسواق.

## خاصيات وخدمات
يتميز نظام التشغيل 6 عن سابقيه بخصائص وميزات جديدة وهي الماكرو مايكر (بالإنجليزية: Macro Maker) والفونت/دا موفر (بالإنجليزية: Font/DA Mover) كما يتميز بمولتيفايندر (بالإنجليزية: Multifinder) أكثر تطوراً بالمقارنة بنظام التشغيل 5.

### ماكرو مايكر
ماكرو مايكر أداة مساعدة تم تضمينها بنظام التشغيل 6 وهي تتيح للمستخدم تسجيل، في شكل وحدات ماكرو، سلسة متتابعة من الأحرف وحركات الفأرة. أيقونة ماكرو مايكر هي شريط سمعي يخرج من شاشة حاسوب. صُممت واجهة المستخدم الخاصة بالبرمجية لتشبه بأعلى قدر ممكن مسجل شريط · . يأتي البرنامج في قرص مرن مُلحق بنظام التشغيل 6 ويتطلب تتبيثه نقله إلى مجلد النظام.
 تم انتقاد ماكرو مايكر بسرعة لنقص في خدماته مقارنة بأوتوماك III لشركة مايكروسوفت الذي تم إصداره مع خروج نظام التشغيل 6. عند النقر بالفأرة، لا يقوم ماكرو مايكر بتسجيل الزر الذي نقر عليه المستخدم، ولكن موضع الفأرة في تلك اللحظة وهذا كان يزعج بعض المستخدمين الذين يريدون إنشاء ماكرووات معقدة لأن ماكرو مايكر لا يعمل عند نقل أحد النوافذ أو عدم فتحها. بحيث يمكن أن يكون الماكرو غير فعال أو يؤدي سلوكيات مختلفة عن تلك المرغوب فيها في البداية.
 سيختفي ماكرو مايكر لاحقاً مع صدور نظام التشغيل 7 وتقديم أبل سكريبت وهو حل بديل وأكثر تقدماً.

### فونت/دا موفر
فونت/دا موفر (دا لDesk Accessory أي ملحقات المكتب) أداة مساعدة موجودة في قرص مرن يباع مع نظام التشغيل 6. وأيقونته عبارة عن شاحنة. هذا الأخير يتيح للمستخدم إدارة أو إضافة أو حذف أو إنشاء عائلات الخطوط إعطاء كل واحدة طولا واسما محددين في حدود 52 عائلة. كما يتيح للمستخدم إدارة الملحقات المكتبية. مع ذلك، تبقى أربع عائلات غير قابلة للحذف لأنها مضمنة بالنظام وهي Geneva 9-12، Monaco 9 وChicago 12. يوجد أيضا ملحقان مكتبيان اثنان مضمنان بالنظام: ملحق بوزل ومفكرة.

### تعدد المهام
تم تقديم تعدد المهام التعاوني على ماكنتوش عام 1985 من قبل أندي هيرتيزفيلد. هذا الأخير، بعد رحيله من شركة أبل، أصبح مبرمجا لراديوس كورب، التي شارك في تأسيسها، وهي شركة متخصصة في ملحقات وأكسسوارات الماكنتوش. فصار يبرمج ويبيع لأبل تطبيق سويتشر (Switcher) الذي يتيح للمستخدم تشغيل عدة تطبيقات في نفس الوقت، على الرغم من وجود تطبيق نشط، والتحول من تطبيق لآخر بسهولة · . التطبيقات المفتوحة تشترك بيانات ضاغطة البينات. رغم ذلك، سويتشر ليس متوافق كليا مع عدة تطبيقات ولا يظهر نوافذ التطبيقات الأخرى في الخلفية. ولهذا، قدمت أبل في نظام التشغيل 5 تطبيقا يعوض السويتشر: المولتيفايندر وهو أكثر استخداما وأكثر تطورا في نظام التشغيل 6، بحيث يمكن تفعيله أو إلغاء تفعيله حسب الرغبة غير أن التفعيل وإلغائه يتطلب إعادة تشغيل الماكنتوش. فإن كان غير مفعل، فإن الفايندر يغلق في كل مرة يفتح فيها المستخدم تطبيقا آخر لتوفير الذاكرة. وإن كان مفعلا، يتصرف النظام كتعدد مهام كلاسيكي مما يعني النافذة النشطة في المقدمة أما سطح المكتب ونوافذ التطبيقات الأخرى في الخلفية. كما أن نظام التشغيل 6 يمكن أيضا المستخدم من فتح تطبيق ما أوتوماتيكيا عند تشغيل الماكنتوش.

### دعم تقني
دعمَ نظام التشغيل 6 طابعات الليزر المصنعة من طرف أبل مثل ImageWriter LQ وطابعة البوست سكريبت. تتيح برامج تعريف المستخدم استعمال ImageWriter LQ عبر شبكة محلية لأبل تالك وكذلك عبر ورقة التابلويد. كما أن نظام التشغيل ستة يتضمن أيضا QuickerGraf ( في الأصل، كان يسمى QuickerDraw ·  · )أحد البرامج التي تسرع عرض الألوان في QuickDraw تحت الماكنتوش 2، والتي طورها أندي هيرتيزفيلد.

## واجهة المستخدم
لا تختلف واجهة مستخدم نظام التشغيل 6 إلا قليلا عن سابقيها:
- بحيث أن سلة المهملات ما زالت موجودة في سطح المكتب، هذه الأخيرة تفرغ أوتوماتيكيا عندما يغلق المستخدم الفايندر وإن كان المولتيفايندر غير مفعل فسلة المهملات تفرغ كلما فتح المستخدم تطبيقا جديدا.
- بعض الملفات كملفات النظام تتميز بأيقونة مختلفة عن باقي الملفات.
- يمكن إظهار محتوى الملفات بشكل أيقونات أو قائمة مرتبة حسب المساحة التي تشغل، حسب تاريخ آخر تعديل، حسب الصيغة أو ألفبائياً (أبجديا).
- يمكن تثبيث ما يصل إلى 15 ملحقا مكتبيا[14]، من بينها بعض التطبيقات المضمنة بالنظام: ألبوم (يصلح لوضع الصور والجداول والنصوص المستعملة غالبا لتسهيل الوصول إليها) وآلة حاسبة وعارضة لوحة مفاتيح وملحق للبحث عن الملفات وساعة (تعمل أيضا كمنبه) وملحق ذو علاقة بأبل تالك.[25] بالإضافة إلى تطبيقين مضمنين بقرص فونت/دا موفر (بوزل ومفكرة).
- يتم عرض أيقونة التطبيق المفتوح في المقدمة وعلى يمين الزاوية وأعلاها من الشاشة.[26]

## قيود

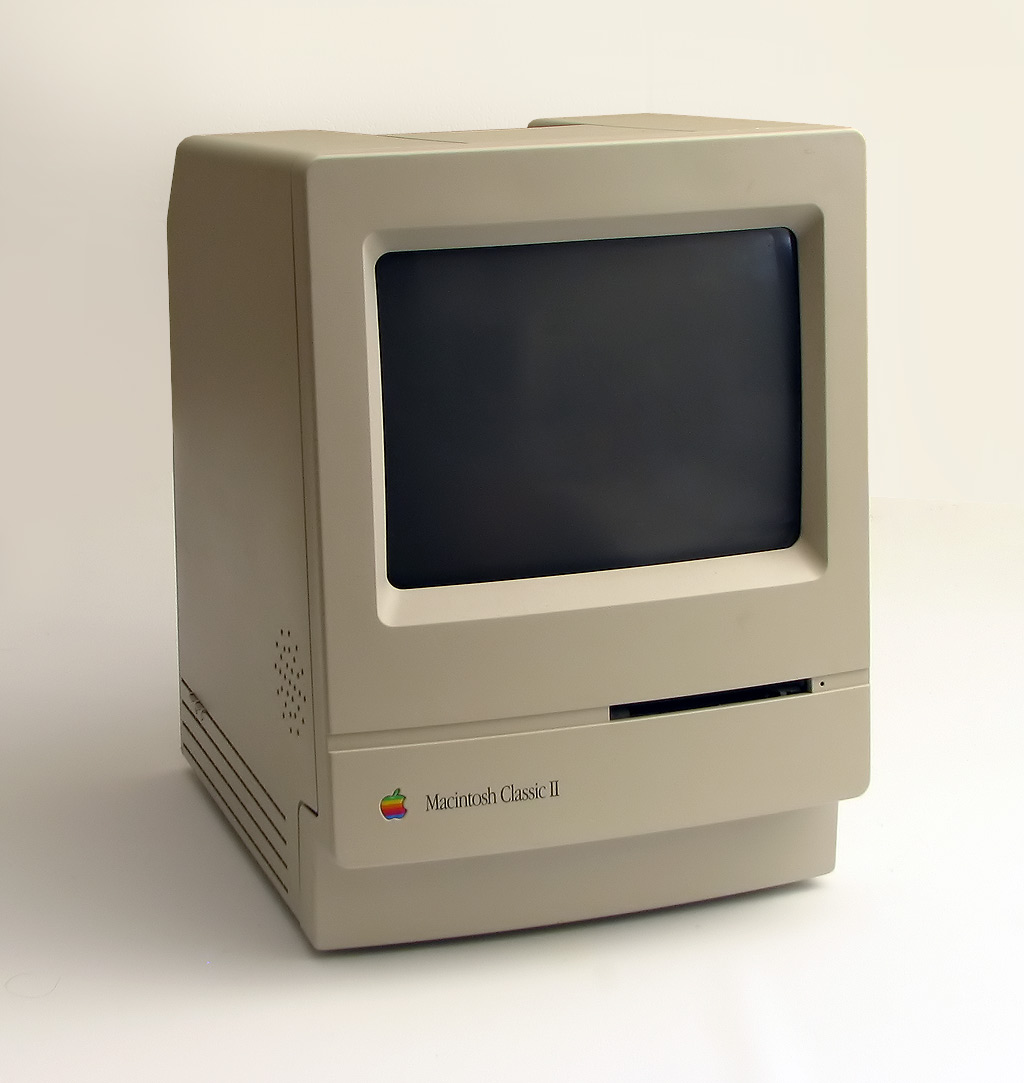
جهاز ماكنتوش II القادر على معالجة ما يصل إلى 10 ميجابايت من ذاكرة الوصول العشوائي تحت الإصدار 6.0.8L من النظام

يستعمل نظام التشغيل 6 نظام عنونة ذاكرة من نوع 24 بت، مما يسمح - نظريا - ب 16 ميجابايت من الذاكرة العشوائية كحد أقصى. حقيقة، لا يشغل النظام سوي 8 ميجابايت من الذاكرة العشوائية. ربما يرجع هذا إلى حقيقة أن أجهزة الكمبيوتر الموجودة في عائلة ماكنتوش II، وكذلك ماكنتوش سي/30، لا يمكنها إرسال سوى 8 ميجابايت كحد أقصى من ذاكرة الوصول العشوائي في وضع 24 بت. مثلا، عند استخدام أربع لوحات ذاكرة إس إي إم إم (SIMM) سعة كل واحدة 4 ميجابايت، يصبح عند النظام إجمالي 16 ميجابايت من الذاكرة العشوائية مثبثة، بينما أن 8 ميجابايت غير قابلة للاستعمال. إلا أن الإصدار 6.0.8L من النظام يوفر 10 ميجابايت من الذاكرة العشوائية كحد أقصى.

نظام التشغيل 6 يستعمل صيغة Hierarchical File System مما يؤدي إلى عدة قيود:
- الحد الأقصى لحجم قرص النظام هو 2 جيجابايت.
- النظام لا يمكنه إدارة أكثر من 536 65 ملف.
- عدد الملفات الموجودة في مجلد واحد لا يمكنه تجاوز 767 32 ملف.[30]

بالإضافة إلى عدة قيود أخرى - غير مرتبطة بصيغة Hierarchical File System-:
- قائمة أبل، الممثلة بتفاحة صغيرة الموجودة في الجانب وفي أعلى الشاشة لا يمكن استعمالها لفتح التطبيقات.
- الملفات والمجلدات التي تظهر تحت شكل أيقونات ليست موجودة في مجلد واحد، كما سيصبح لاحقا في الماك أو إس 8[31] ونظم التشغيل الموالية. وبدل أن يقوم النظام بذلك يحفظ كل عنصر موجود في سطح المكتب.[32] بيد أن ذلك له وجه سلبي، حيث يزيل من المستخدم إمكانية تصفح سطح المكتب من تطبيق غير الفايندر ويعطل صناديق الحوار عند فتح أو حفظ ملف مثلا. حتى أن صناديق الحوار ما زالت بدائية وما زالت تحافظ على نفس الشكل تقريبا منذ نظام التشغيل 1.
- الألياس لا تتوافق مع النظام ولا يمكن تشخيص شكل الملفات والمجلدات. هذه المشاكل تم حلها مع نظام التشغيل 7.[33]
- لا يوفر نظام التشغيل 6 للمستخدم الكثير من الخيارات التشخصية، فخلفية الشاشة عبارة عن مجموعة مربعات 8 بكسل امتراصة مع بعضها البعض. البكسيلات بيضاء وسوداء ويمكن للمستخدم تغييرها في لوحة القيادة.

منذ 1989، وبسبب هذه القيود، بدأت رغبة المستخدمين في نظام أفضل،  نظرا للتأخير الحاصل بالمقارنة مع نظام التشغيل الجديد نيكست ستيب الذي يتوفر، عكس نظام التشغيل 6، على صوت أفضل وإدارة ملفات أكثر حرية وإدارة نوافذ أكثر تقدماً بالمقارنة مع نظام التشغيل 6.

## انتقادات
الإصدارات الأولى من نظام التشغيل 6 غير مستقرة، حيث أن العديد من مطوري البرمجيات غير المصنعة من طرف أبل لم يتلقوا نسخة من النظام قبل تسويقه، مما أنتج العديد من مشاكل التوافقية. حيث أن بعض البرمجيات كمايكروسوفت إكسل ومايكروسوفت ووركس والبعد الرباعي (4D) لم تكن متوافقة كلياً مع نظام التشغيل 6. زد على ذلك تواجد أخطاء برمجية عند تشغيل صيغ  Color Manager ،Script Manager وSound Manager. فعند توزيع إصدار 6.0.1 من النظام، أعلنت أبل على أنها صححت 66 خطأ برمجياً. مع ذلك لاحظ المطورون خطأ كبيرا ذا علاقة بإضافة فراغ بين الأحرف المستعملة من قبل النظام. بعد ذلك، نشرت أبل بسرعة إصدار 6.0.2 الذي يصحح الخطأ قبل أن ينشر الإصدار 6.0.1 رسميا. ونظرا للسمعة السيئة التي اكتسبها نظام التشغيل 6، فضل بعض المستخدمين عدم التسرع بشرائه.

## توافقية

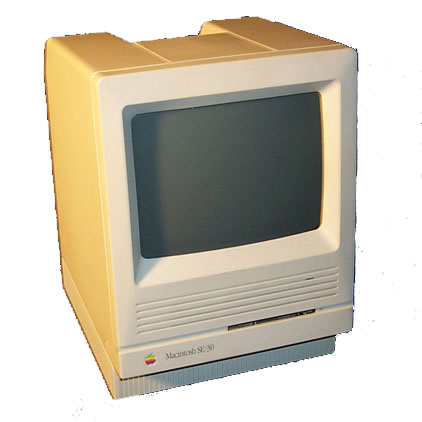
صورة للماكنتوش سي-30 أحد الأجهزة المتوافقة مع نظام التشغيل 6

نظام التشغيل 6 متوافق بصفة رسمية مع عدة أجهزة ماكنتوش، إضافة إلى بعض الأجهزة التي يباع هذا النظام معها. ويوجد أيضًا بعض أجهزة الماكنتوش التي تتوافق مع نظام التشغيل 6 بصفة غير رسمية جزئيًّا أو في بعض الحالات كليًّا.
| جهاز ماكنتوش              | تاريخ الإصدار  | 6.0.8        | 6.0.7 | 6.0.5 | 6.0.4 | 6.0.3 | 6.0.2 |
| ------------------------- | -------------- | ------------ | ----- | ----- | ----- | ----- | ----- |
| 128                       | 1984           | لا           | لا    | لا    | لا    | لا    | لا    |
| 512K                      | 1984           | لا           | لا    | لا    | لا    | لا    | لا    |
| 512Ke                     | 1986           | نعم          | نعم   | نعم   | نعم   | نعم   | نعم   |
| إكس إل                    | 1985           | لا           | لا    | لا    | لا    | لا    | لا    |
| بلس                       | 1986           | نعم          | نعم   | نعم   | نعم   | نعم   | نعم   |
| سي                        | 1987           | نعم          | نعم   | نعم   | نعم   | نعم   | نعم   |
| سي/30                     | 1989           | نعم          | نعم   | نعم   | نعم   | نعم   | نعم   |
| كلاسيك                    | 1990           | نعم          | نعم   | لا    | لا    | نعم   | لا    |
| كلاسيك 2                  | 1991           | نعم : 6.0.8L | لا    | لا    | لا    | لا    | لا    |
| بورتبل                    | 1989           | نعم          | نعم   | نعم   | نعم   | لا    | لا    |
| II                        | 1987           | نعم          | نعم   | نعم   | نعم   | نعم   | نعم   |
| IIx                       | 1988           | نعم          | نعم   | نعم   | نعم   | نعم   | نعم   |
| IIcx                      | 1989           | نعم          | نعم   | نعم   | نعم   | نعم   | لا    |
| IIci                      | 1989           | نعم          | نعم   | نعم   | نعم   | لا    | لا    |
| IIfx                      | 1990           | نعم          | نعم   | نعم   | لا    | لا    | لا    |
| IIsi                      | 1990           | نعم          | نعم   | لا    | لا    | لا    | لا    |
| إل سي                     | 1990           | نعم          | نعم   | لا    | لا    | لا    | لا    |
| إل سي II                  | 1992           | نعم          | لا    | لا    | لا    | لا    | لا    |
| كوادرا 700                | 1991           | لا           | لا    | لا    | لا    | لا    | لا    |
| كوادرا 900/95             | 1991/1992      | لا           | لا    | لا    | لا    | لا    | لا    |
| باور بوك 100              | 1991           | نعم : 6.0.8L | جزئيا | جزئيا | لا    | لا    | لا    |
| باور بوك 140 145/145B/170 | 1991/1992/1993 | لا           | لا    | لا    | لا    | لا    | لا    |

## قائمة الإصدارات
هذا الجدول يبين قائمة إصدارات نظام التشغيل 6:
| إصدار النظام | الاسم الرمزي | تاريخ الإصدار      | إصدار الفايندر | إصدار المولتيفايندر | إصدار الليزرايتر | معلومات إضافية                                                        |
| ------------ | ------------ | ------------------ | -------------- | ------------------- | ---------------- | --------------------------------------------------------------------- |
| 6.0          | غير معروف    | أبريل 1988         | 6.1            | 6.0                 | 5.2              | الإصدار الأول.                                                        |
| 6.0.1        | غير معروف    | لم يبع أبدًا رسميا. | 6.1.1          | 6.0.1               | 5.2              | موجه للماكنتوش 2 إكس.                                                 |
| 6.0.2        | غير معروف    | سبتمبر 1988        | 6.1            | 6.0.1               | 5.2              | إصدار صيانة.                                                          |
| 6.0.3        | غير معروف    | ديسمبر 1988        | 6.1            | 6.0.3               | 5.2              | موجه للماكنتوش IIcx.                                                  |
| 6.0.4        | Antares      | 1989               | 6.1.4          | 6.0.4               | 5.2              | موجه للماكنتوش بورتبل وIIci.                                          |
| 6.0.5        | Big Deal     | مارس 1990          | 6.1.5          | 6.0.5               | 5.2              | موجه للماكنتوش IIfx.                                                  |
| 6.0.6        | Six Pack     | 1990               | 6.1.6          | 6.0.6               | 5.2              | لم ينشر أبدًا رسميا. كان موجها للماكنتوش إل سي، IIsi وكلاسيك.          |
| 6.0.7        | غير معروف    | 1990               | 6.1.7          | 6.0.7               | 5.2              | موجه للماكنتوش إل سي، IIsi وكلاسيك.                                   |
| 6.0.8        | Terminator   | 1991               | 6.1.8          | 6.0.8               | 7.0              | تحديث لبرنامج الطباعة: متوافق مع نظام التشغيل 7                       |
| 6.0.8L       | غير معروف    | 1992               | 6.1.8          | 6.0.8               | 7.0              | يمكن استعماله على كلاسيك ،كلاسيك II، وإل سي، وإل سي II وباور بوك 100. |

## وصلات خارجية
- موقع لتحميل بعض إصدارات نظام التشغيل 6
- (بالإنجليزية) Macintosh: System Software Version History (قائمة نظم التشغيل الماكنتوش)